# 西原雅一
西原 雅一（にしはら がいち、1892年3月2日 - 1954年11月11日）は、沖縄県の医師で、宮古支庁、宮古群島政府及び琉球政府の政治家。
終戦直後に宮古支庁長や宮古群島知事を務めた。沖縄県宮古郡伊良部町（現在の宮古島市）出身。

## 経歴
明治25年（1892年）3月2日生まれ。大正5年（1916年）に熊本医学専門学校（現在の熊本大学医学部）を卒業する。
その後宮古島に帰島し医院を開業する。昭和10年（1935年）に伊良部村長となり、昭和12年（1937年）に沖縄県会議員に選出される。
沖縄戦後は、進駐したアメリカ軍によって宮古支庁長に任命され、1950年には宮古群島知事に選出された。
その後1952年の第1回立法院議員総選挙に出馬し当選する。